# لاویتسش
لاویتسش (به آلمانی: Leutzsch) یک منطقهٔ مسکونی در آلمان است که در لایپزیگ واقع شده‌است. لاویتسش ۸٬۷۵۲ نفر جمعیت دارد.